# Rete tranviaria di Bolzano
La rete tranviaria di Bolzano (in ted. Bozner Straßenbahn(en)) era composta da due linee tranviarie a carattere suburbano costruite all'inizio del ventesimo secolo per collegare i vari paesi del circondario alla stazione ferroviaria di Bolzano e alla città.

## Storia
Tra la fine del diciannovesimo e l'inizio del ventesimo secolo, con l'aumentare del turismo e dei commerci, a Bolzano e dintorni si sentì la necessità di collegamenti più efficienti, anche considerando che le stazioni della linea del Brennero erano spesso lontane dai centri abitati come nel caso di Laives o San Giacomo (St. Jakob). All'epoca Bolzano, Gries e Dodiciville erano tre comuni distinti fra loro, che sarebbero stati uniti solo nel 1913; l'esigenza di un loro efficiente collegamento derivava anche dall'essere Gries una importante località di villeggiatura.

### Due linee extraurbane per una rete urbana

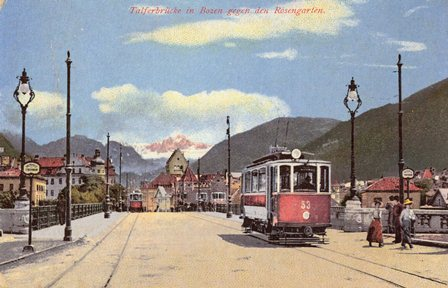
Incrocio presso il ponte Talvera, cartolina colorata a mano

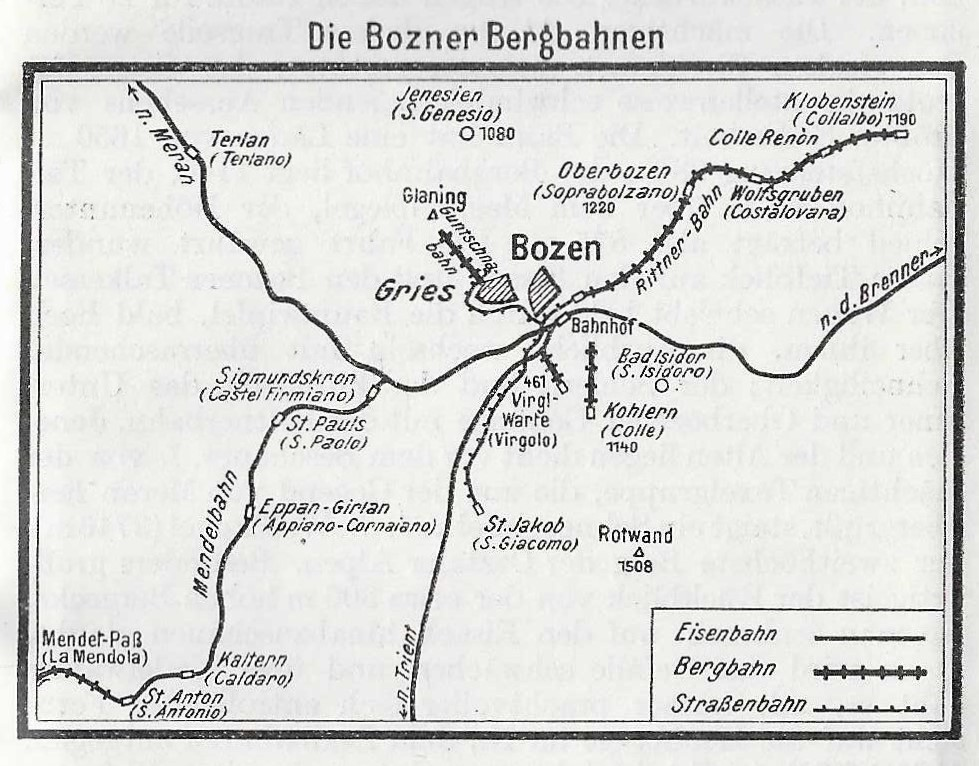
Sistema tranviario e di collegamento con le funicolari a Bolzano (1930)

L'iniziativa di costruire una linea per San Giacomo/St. Jakob fu promossa presso l'allora Comune di Dodiciville, non servito con una propria stazione sulla ferrovia del Brennero attivata nel 1859: il 6 luglio 1905, venne concessa una prima autorizzazione a costruire una tranvia elettrica a scartamento ridotto dalla Bahnhofstraße a Dodiciville su progetto dell'imprenditore Ing. Josef Riehl, il costruttore della ferrovia del Renon.
L'estensione di tale linea fino al villaggio di Laives vide l'opposizione della Südbahn, a causa della potenziale concorrenza e della necessità di costruire un sottopassaggio vicino all'argine dell'Adige, e lo stesso Comune di Bolzano criticò il fatto che il tracciato non avrebbe servito il centro, in ciò appoggiato dal Ministero Imperiale per le Ferrovie, chiedendo dunque la deviazione per Piazza Walther (Waltherplatz) e la Kapuzinergasse. Il progetto fu infine approvato previe due varianti con un accordo nella riunione del consiglio comunale di Bolzano il 24 gennaio 1910; in base ad esso l'impresa elettrica E-Werk Zwölfmalgreien-Gries avrebbe fornito l'energia elettrica e la rimessa per il tram di Gries.
Nel 1907 era stata nel frattempo inaugurata la ferrovia del Renon che nella tratta iniziale da piazza Walther a Dodiciville svolgeva le funzioni di tranvia urbana.
Nel 1909 fu inaugurata la Grieser Bahn, che collegava Gries con Bolzano, la quale sfruttava per un tratto proprio il binario della ferrovia del Renon e la cui genesi era risultata meno travagliata rispetto alla linea di San Giacomo. Nel 1911 le necessarie autorizzazioni per il tram di San Giacomo non erano ancora disponibili; nell'autunno dello stesso anno per iniziativa di alcuni cittadini fu costituita una compagnia di autobus per il collegamento Bolzano-Laives. Il primo viaggio ebbe luogo il 17 gennaio 1912. Nella primavera 1912 furono ancora una volta privati cittadini a provvedere al finanziamento del tram per un ammontare complessivo stimato in circa 800.000 corone; l'accordo tra la società incaricata della gestione e il Comune di Bolzano fu approvato nel corso della riunione del Consiglio del 6 dicembre 1912 consentendo di affidare finalmente i lavori di costruzione del sottopasso ferroviario, dal costo di 135.000 corone.

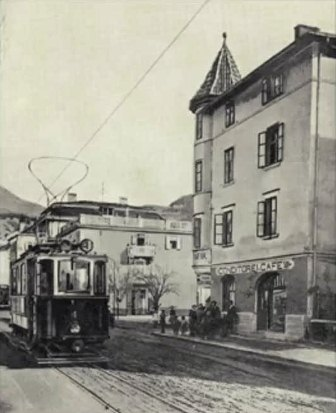
Oltrisarco (Oberau), tram per Laives

Il 3 giugno 1913, il binario da Wurzer a Eisackbrücke era pronto, e alla fine di novembre dello stesso anno l'intera linea risultava armata ed elettrificata consentendo fra l'altro di portare la fornitura di luce ed energia elettrica fino a Laives. Il 17 dicembre venne firmato l'atto di concessione, della durata di 60 anni; il servizio iniziò nel pomeriggio di Capodanno del 1914. Lunga 6682 m la linea aveva un totale di 21 fermate, il tempo di percorrenza era di circa 28 minuti e il servizio, subito molto utilizzato, vedeva corse su Wurzerhof ogni mezz'ora, ogni quindici minuti fino Höllerhof, frequenza dimezzata nelle ore di punta, impiegando contemporaneamente tre elettromotrici in servizio. Il numero di incroci era tale da consentire comunque una corsa ogni ora quarto fino Wurzerhof. Il biglietto per l'intero percorso costava 40 scellini.
Il 1º gennaio 1911, Bolzano e Dodiciville si erano nel frattempo unite andando a costituire un'unica comunità, la cosiddetta "Groß-Bozen" (la Grande Bolzano).
Restava da attuare il prolungamento fino a Laives, che distava solo cinque minuti in più dal capolinea di San Giacomo rispetto alla distanza che gli abitanti dovevano comunque percorrere per raggiungere la locale stazione ferroviaria: diversi progetti in tal senso si erano succeduti, il terzo dei quali fu approvato dal consiglio di Laives il 11 maggio 1923 nonostante la crescente popolarità dell'automobile.
I lavori si trascinarono per alcuni anni finché il 2 maggio 1930 l'intera struttura, realizzata della società di costruzioni Angelo Donati, fu consegnata al prezzo contrattuale di 254,558.50 Lire e il successivo 16 luglio 1931 iniziarono le prove in linea. Curiosamente presso il capolinea, adiacente alla locanda denominata Gasthof Großhaus, un locale fu affittato da tal Josef Koch per adibirlo a sala d'attesa. Il prolungamento fu inaugurato domenica 26 luglio 1931, anche se l'atto formale di concessione fu emanato solo con regio decreto del 22 settembre 1932.

### Esercizio e declino
Nate in un contesto storico completamente diverso rispetto a quello che di lì a poco le avrebbero caratterizzate, le due tranvie di Bolzano furono pesantemente colpite dalle vicende politiche dell'epoca: la linea di Laives, che all'avvio dell'esercizio risultava produrre profitti, fu particolarmente penalizzata dalle pesanti limitazioni conseguenti allo scoppio della prima guerra mondiale. A tali privazioni si fece fronte con un utilizzo coordinato del personale delle tre società, supportato altresì dall'assunzione di personale femminile.
Diverse erano le condizioni dei due impianti, conseguente della loro diversa natura: nel 1915 la linea per San Giacomo registrò una media di 22 persone/giorno contro le solo 8 di quella per Gries; a causa delle maggiori distanze tra fermate, la prima registrava inoltre un consumo chilometrico di energia significativamente più basso. Nell'anno fiscale 1919-1920 le linee accumularono passivo: per tale motivo nel 1923 si sperimentò l'esercizio ad agente unico abbassando conseguentemente i costi di esercizio pur in presenza di un continuo calo dei passeggeri.

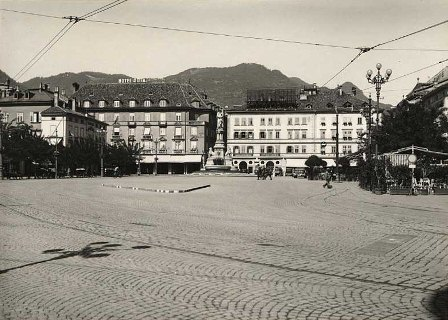
Ultimi anni per i binari in piazza Walther

Negli anni trenta il mondo fu investito da una pesante crisi economica e finanziaria che l'Italia cercò di affrontare favorendo lo sviluppo di un sistema industriale nazionale: in tale contesto, il 1º gennaio 1936 la gestione di quella che ormai era la rete tranviaria di Bolzano fu affidata alla SAER, società del gruppo Breda che già operava in diverse città italiane e che in tale occasione rilevò anche i servizi sulla rete tranviaria di Merano. Nell'accordo furono stabilite le tariffe per trasporto passeggeri e merci: un viaggio a Laives costava allora 2 lire e 20 centesimi.
Durante la seconda guerra mondiale le linee tranviarie subirono alcuni danni soprattutto nella città di Bolzano a causa dei bombardamenti. La cessazione delle ostilità e l'avvio della ricostruzione videro peraltro la crescita del trasporto motorizzato privato e una generale avversione nei confronti del tram, che si accusava di ingombrare le strette strade del centro; la costruzione di nuovi insediamenti, che aveva portato all'istituzione delle prime linee automobilistiche, subì un processo di accelerazione.
Non si ritenne dunque di effettuare gli investimenti che sarebbero stati necessari al mantenimento delle tranvie e il 24 dicembre 1948 le stesse furono chiuse e il servizio sostituito dagli autobus della SASA che assorbì parte del personale e riutilizzò la rimessa tranviaria come deposito per i propri autobus. Le vetture tranviarie furono demolite.

## Caratteristiche

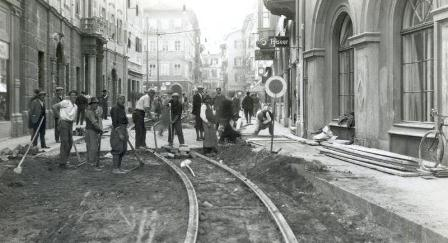
Posa del binario in via Mostra

Le due linee condividevano l'alimentazione a 750 Volt in corrente continua e lo scartamento metrico dei binari; la società proprietaria della linea per San Giacomo pagava un affitto alla Grieser Bahn per l'utilizzo dell'infrastruttura in comune che consentiva l'accesso al deposito officina il quale sorgeva in un'area prossima al ponte Talvera, all'incrocio tra via Orazio e via Peter Mayr. Fino agli anni ottanta tale edificio era ancora utilizzato come deposito degli autobus, finché al suo posto non vi fu costruita la nuova sede della Banca d'Italia.
Pur facenti capo a due società concessionarie differenti, l'esercizio delle tranvia venne affidato, all'atto della loro inaugurazione, alla Südbahn, che oltre alla ferrovia del brennero gestiva altresì la funicolare del Guncina.
Gli impianti di alimentazione elettrica erano stati forniti dalla Siemens & Schuckert, mentre le rotaie erano di produzione della Orenstein & Koppel.

### La rete
Le due linee si distinguevano per la tipologia di traffico: la tranvia per Laives aveva principalmente passeggeri locali e dunque un traffico costante per tutto l'anno, mentre la linea per Gries era utilizzata dai turisti e quindi il volume di passeggeri era caratterizzato da picchi stagionali.

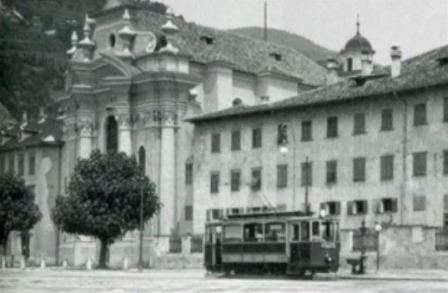
Gries, Franz-Joseph-Platz (piazza Gries)

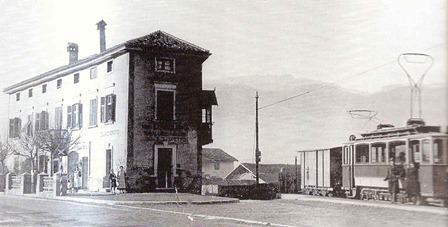
Laives, capolinea della tranvia per Bolzano

La linea per San Giacomo aveva una frequenza di quindici minuti nella parte di vicina alla città e di trenta minuti nella restante. La frequenza poteva essere raddoppiata in caso di bisogno nella tratta cittadina.
- La linea 1, per Gries, era lunga 3,24 km e aveva capolinea in via Brennero. Da qui i tram, giunti in via Dodiciville, si immettevano sul binario della ferrovia del Renon fino a piazza Walther (Waltherplatz). Il tracciato procedeva dunque verso nord ovest fino al ponte sul Talvera, oltre al quale si distaccava, sulla sinistra, il binario diretto al deposito. La tranvia seguiva dunque la direttrice per Gries (corso Libertà fu costruito solo negli anni trenta) fino a quella che in seguito fu chiamata via Guncina. Raddoppi per gli incroci erano presenti sul ponte e in piazza Gries[3].
- La linea 2, per Laives, originava invece dalla stazione ferroviaria, poco a sud rispetto al fabbricato viaggiatori. Caratterizzata da un andamento nord-sud tale relazione risultava molto più lunga della prima: raggiunta anch'essa piazza Walter mediante l'utilizzo di una parte della ferrovia del Renon, da qui piegava poi verso l'Isarco, che veniva passato mediante il ponte Loreto dopo l'attraversamento a raso dell'originario tracciato della ferrovia Bolzano-Merano. Seguita la via Trento e sottopassata la ferrovia del Brennero all'altezza di via Santa Geltrude (St.-Gertraud-Weg), i tram si approssimavano dunque al colle del Virgolo fino ad impegnare la statale del Brennero, la cui sede veniva seguita fino al capolinea di Laives. Curiosamente lungo il percorso fu impiantata una recinzione vegetale costituita per lo più da biancospino o macchia, al fine di proteggere gli abitanti dalle nuvole di polvere sollevate dal passaggio del tram[1].

## Materiale rotabile
La tranvia per San Giacomo disponeva di cinque elettromotrici costruite dalla Grazer Waggonfabrik con motori elettrici Siemens & Schuckert da 34 kW; consegnate nel novembre 1913, tali unità potevano trasportare 42 persone. In seguito all'allungamento della linea, altre due elettromotrici furono acquisite dalla società che gestiva la rete tranviaria di Merano.
Per la linea di Gries furono acquistate tre vetture della medesima tipologia ma con potenza dei motori di soli 28 kW.
Tutto il materiale recava in origine lo schema di coloritura bianco-rosso distintivo del Tirolo.